# Vjačeslav Zajcev
Vjačeslav Alexejevič Zajcev (rusky Вячеслав Алексеевич Зайцев; 12. listopadu 1952 Petrohrad – 12. června 2023) byl ruský volejbalista reprezentující Sovětský svaz. S jeho reprezentací získal zlato (1980) a dvě stříbra (1976, 1988) na olympijských hrách, dvakrát vyhrál mistrovství světa (1978, 1982) a sedmkrát mistrovství Evropy (1971, 1975, 1977, 1979, 1981, 1983, 1985). S klubem Avtomobilist Leningrad dvakrát vyhrál Pohár Evropské volejbalové federace, druhou nejvýznamnější evropskou klubovou soutěž (1982, 1983) a dvakrát Pohár Challenge, třetí nejdůležitější soutěž (1988, 1989). Jeho ženou se stala plavkyně a vicemistryně Evropy Irina Pozdnjakovová, jejich syn Ivan Zaytsev se stal úspěšným volejbalistou, reprezentuje ovšem Itálii, proto je užíván jiný přepis jeho jména. Ivan se narodil během Vjačeslavova angažmá v Itálii na konci kariéry. Vjačeslav Zajcev byl v roce 2013 uveden do Síně slávy Mezinárodní volejbalové federace.